# Культурний рух
Культурний рух — це зміна підходу кількох різних дисциплін до своєї роботи. Це втілює всі форми мистецтва, науки та філософії . Історично різні нації чи регіони світу пройшли через власну незалежну послідовність культурних рухів, але в міру того, як світові комунікації прискорилися, це географічне розмежування стало менш чітким. Коли культурні рухи відбуваються через революції від одного до іншого, жанри мають тенденцію зазнавати нападок і змішування, і часто виникають нові жанри, а старі зникають. Ці зміни часто є реакцією на попередню культурну форму, яка зазвичай застаріла та повторюється. Серед мейнстриму з’являється одержимість новим рухом, а старий занедбується – інколи він повністю згасає, але часто він не перестає бути популярним у кількох дисциплінах і час від часу знову з’являється (іноді з префіксом «нео-»).
Існують постійні суперечки щодо точного визначення кожного з цих періодів, і один історик може згрупувати їх по-різному або вибрати різні назви чи описи. Крім того, навіть незважаючи на те, що в багатьох випадках популярна зміна від одного до іншого може бути швидкою та раптовою, початок і кінець рухів є дещо суб’єктивними, оскільки рухи не виникли раптом і не прийшли до раптового кінця, і втрати повної підтримки, як це було б запропоновано діапазоном дат. Таким чином, використання терміна «період» є дещо сумнівним. «Період» також припускає лінійність розвитку, тоді як нерідко було одночасно діяти два або більше відмінних культурних підходів. Історики зможуть знайти характерні сліди культурного руху до його загальноприйнятого початку, і завжди будуть нові твори в старих формах. Тож може бути кориснішим мислити з точки зору широких «рухів», які мають грубі початок і кінець. Проте для історичної перспективи для кожного буде надано деякі приблизні діапазони дат, щоб вказати «висоту» або прийнятний проміжок часу руху.
Ця поточна стаття охоплює західні, зокрема європейські та американські культурні рухи. Однак вони були схожі на культурні рухи на Сході та в інших країнах. Наприклад, наприкінці 20-го та на початку 21-го століття в Таїланді відбувся культурний зсув від західних соціальних і політичних цінностей до японських, і китайських. Крім того, ця культура відновила монархічні концепції, щоб пристосуватись до відходу держави від західної ідеології щодо демократії та монархій.

## Культурні рухи
- греко-римський
  - Грецька культура ознаменувала відхід від інших середземноморських культур, які їй передували та оточували її. Римляни перейняли грецький та інші стилі та поширили його по всій Європі та на Близькому Сході. Разом грецьке та римське мислення у філософії, релігії, науці, історії та всіх формах мислення можна розглядати як центральну основу західної культури, і тому деякі називають їх «класичним періодом». Інші можуть розділити його на елліністичний період і римський період або вибрати інші більш тонкі поділи.

Див.: Класична архітектура — Класична скульптура — Грецька архітектура — Елліністична архітектура — Іонійська — Дорична — Коринфська — Стоїцизм — Цинізм — Епікурейська — Римська архітектура — Раннє християнство — Неоплатонізм
- Романський (11-12 століття)
  - Стиль (особливо архітектурний), подібний за формою та матеріалами до римського стилю. Романський стиль, здається, є першим загальноєвропейським стилем після римської імперської архітектури, і приклади цього можна знайти в кожній частині континенту.

Див.: Романська архітектура — оттонське мистецтво
- Готика (середина 12 століття до середини 15 століття)

Див.: Готична архітектура — Григоріанський хорал — Неоплатонізм
- Номіналізм
  - Відкидає платонівський реалізм як вимогу мислити і говорити в загальних рисах.
- Гуманізм (16 століття)
- Відродження (Ренесанс)
  - Використання світла, тіні та перспективи для більш точного зображення життя. Оскільки вважалося, що ці ідеї значною мірою змінили життя, деякі називають їх «золотим віком». Насправді це була не стільки «епоха», скільки рух у популярній філософії, науці та думках, які з часом поширилися Європою (і, ймовірно, іншими частинами світу) і вплинули на різні аспекти культури в різні моменти часу. Дуже грубо, такі періоди можна прийняти як орієнтири місця/часу Ренесансу:
  - Італійське Відродження 1450–1550.
  - Іспанське Відродження 1550–1587.
  - Англійське Відродження 1588–1629.
- протестантська Реформація
  - Протестантська Реформація, яку часто називають просто Реформацією, була розколом від Римсько-католицької церкви, ініційованим Мартіном Лютером, Жаном Кальвіном, Хулдрихом Цвінглі та іншими ранніми протестантськими реформаторами в Європі 16 століття.
- Маньєризм
  - Антикласичний рух, який прагнув підкреслити відчуття самого художника.
  - Див.: Маньеризм/Мистецтво
- Бароко
  - Підкреслює силу та владу, характеризується складними деталями та без «тривожної туги» маньєризму. По суті, це перебільшений класицизм для сприяння та прославлення Церкви та держави. Зайнятий уявленнями про нескінченність.
  - Див.: Мистецтво бароко — Барокова музика
- Рококо
- Неокласицизм (17–19 ст.)
  - Суворий, неемоційний рух, що нагадує римський і грецький («класичний») стилі, протистоїть надмірному стилю рококо та емоційному стилю бароко. Це стимулювало відродження класичного мислення та мало особливо глибокий вплив на науку та політику. Також мав прямий вплив на академічне мистецтво 19 століття. Починаючи з початку 17 століття з картезіанської думки (див. Рене Декарта, Картезій — латиною Декарт), цей рух забезпечив філософські рамки для природничих наук, прагнув визначити принципи знання, відкидаючи все те, що раніше вважалося відомим про світ. У ренесансному класицизмі робляться спроби відтворити класичні види мистецтва — трагедію, комедію, фарс.
  - Дивіться також: Веймарський класицизм
- Епоха Просвітництва (1688–1789): Розум (раціоналізм) розглядається як ідеал.
- Романтизм (1770–1830)
  - Виник у Німеччині та поширився в Англії та Франції як реакція проти неокласицизму та епохи Просвітництва. Поняття «народний геній», або вроджена та інтуїтивна здатність робити чудові речі, є основним принципом романтичного руху. Ностальгія за первісним минулим надає перевагу науковому сучасному. Популярними є романтичні герої, прикладом яких є Наполеон. Захоплення минулим призводить до відродження інтересу до готики. Він насправді не замінив неокласичний рух, а став противагою; багато художників прагнули поєднати обидва стилі у своїх творах.
  - Див.: Символізм
- Реалізм (1830–1905)
  - Започаткований промисловою революцією та зростанням націоналізму у світі. Почався у Франції. Спроби змалювати мову та манери звичайних людей у повсякденному житті. Схильний зосереджуватися на соціальних і побутових проблемах середнього класу. Прикладом тому є п’єси Ібсена. Натуралізм розвинувся з реалізму, ненадовго послідувавши за ним у мистецтві та більш стійко в театрі, кіно та літературі. Імпресіонізм, заснований на «наукових» знаннях і відкриттях, стосується об’єктивного спостереження природи та реальності.
  - Див.: Постімпресіонізм — Неоімпресіонізм — Пуантилізм — Прерафаеліти
- Ар-нуво (1880–1905)
  - Декоративне, символічне мистецтво
  - Див.: Трансценденталізм
- Модернізм (1880–1965)
  - Також відомий як аванґардистський рух. Зародившись у 19 столітті разом із символізмом, модерністський рух складався з широкого спектру «ізмів», які суперечили реалізму та шукали основні основи мистецтва та філософії. Епоха джазу та Голлівуду виникають і переживають свої дні розквіту.
  - Див.: Фовізм — Кубізм — Футуризм — Супрематизм — Дадаїзм — Конструктивізм — Сюрреалізм — Експресіонізм — Екзистенціалізм — Оп-арт — Арт-деко — Баугауз — Неопластика — Прецизіонізм — Абстрактний експресіонізм — Новий реалізм — Живопис кольоровим полем — Гепенінг — Флюксус — Живопис жорстких країв — Поп-арт — Фотореалізм — Мінімалізм — Постмінімалізм — Лірична абстракція — Ситуаціонізм
- Постмодернізм (з 1965 р.)
  - У певному сенсі, як реакція на модернізм, постмодернізм значною мірою відкидає уявлення про те, що митці повинні шукати чисті основи, часто сумніваючись у тому, чи такі основи взагалі існують, або припускаючи, що якщо вони існують, то можуть бути неактуальними. Прикладом цього є такі рухи, як деконструктивізм, концептуальне мистецтво тощо.
  - Див.: Постмодерна філософія — Постмодерна музика — Постмодерне мистецтво
- Пост-постмодернізм (з 1990 р.)

## Дивитися також
- Критична теорія
- Культурний імперіалізм
- Історія філософії
- Післяписьменне суспільство
- Періодизація
- Громадський рух

## Зовнішні посилання
- Алфавітний список деяких рухів, стилів, відкриттів і фактів на шкалі часу всесвітньої історії